# آلنا وینیتسکایا
آلنا وینیتسکایا (به انگلیسی: Alena Vinnitskaya) (زاده ۲۷ دسامبر ۱۹۷۴) خواننده اوکراینی است.
او قبلاً عضو گروه ویا گرا بود.